# Kazimierza Wielka
Kazimierza Wielka est une ville de Pologne, située dans le sud du pays, dans la voïvodie de Sainte-Croix. Elle est le siège de la gmina de Kazimierza Wielka et du powiat de Kazimierza.